# Восторг идиота
«Восторг идиота» (англ. Idiot’s Delight) — американская мелодрама режиссёра Кларенса Брауна 1939 года. Фильм создан на основе одноименной пьесы Роберта Э. Шервуда.

## Сюжет
Гарри Ван возвращается с Первой мировой войны и пытается вернуться в шоу-бизнес, но дело кончается тем, что ему приходится браться за разную мелкую работу в виде подтанцовки и исполнения куплетов. Наконец Гарри находит партнершу, но она его подводит — партнерша часто напивается. В одном из городов он знакомится с молодой акробаткой Айрин, которая в него влюбляется.
Она представляется русской иммигранткой, намекая на свое высокое происхождение. Но Гарри — тертый калач и ей не верит. Они проводят вместе романтическую ночь, и Айрин убеждает его, что она способна заменить его партнершу, но он решает остаться с прежней. Через несколько дней они расстаются. Она с труппой едет в одну сторону, а он — в другую...

## В ролях
- Норма Ширер — Айрин Феллара
- Кларк Гейбл — Гарри Ван
- Эдвард Арнольд — Ахилл Вебер
- Чарльз Коберн — доктор Хьюго Валдерс
- Джозеф Шильдкраут — капитан Кирвлин
- Берджесс Мередит — Квиллари
- Лора Хоуп Крюс — мадам Зулейка
- Фриц Фельд — Питтатек
- Ричард «Скитс» Галлахер — «Дон» Навадел
- Питер Виллз — мистер Джимми Черри
- Пэт Патерсон — миссис Черри
- Сюзанн Каарен — медсестра (в титрах не указана)